# 許可 (二胡奏者)
許 可（きょ か、シュイ・クゥ、1960年 - ）は中国の二胡奏者。

## 略歴
中国・南京生まれ。
- 1982年 国立中央音楽学院を卒業。
- 1983年 国立中央民族楽団の首席二胡奏者に就任。
- 1989年 中国芸術家代表団の音楽監督として訪米演奏を行い、ヒューストン市名誉市民となる。
- 1991年 早稲田大学社会科学研究センター中国部会の特別研究員となる。
- 1994年 日本フィル定期演奏会（サントリーホール2日間連続）に出演。
- 1995年 カザルスホールにて二胡無伴奏リサイタルを初演。
- 1995年 日本フィルと「戦後50周年コンサート」で共演。
- 1998年 作曲家・外山雄三より作品の献呈を受け初演（二胡と管弦楽のための「橋」）。
- 1999年 1996年と1999年にバトン．ルージュ市の名誉市長となり、ニューオリンズ市芸術賞を受賞。
  - ルイジアナ州立大学音楽院の客員教授を務める。
- 2001年 「シルクロード・プロジェクト」のメンバーとしてアジアツアーに参加。ヨーヨー・マとの二重奏が台湾国営テレビで放送される。
- 2001年　シンガポール交響楽団ヨーロッパ公演のソリストとしてドイツ各地で演奏。
- 2002年 ワシントンDCのNPR特別番組でヨーヨー・マと共演。
  - 中国民族管弦楽学会胡琴専業委員会名誉理事に就任。
- 2003年 ニューヨークのカーネギー・ホールにてリサイタルデビュー。
- 2004年 母校・中央音楽学院客員教授に就任。
- 2005年 愛知万博EXPO、12月、サムスン・スペシャル「シルクロード・チャリティーコンサート」とNHK紅白歌合戦で松任谷由実と共演。
  - NYバッファロ－・フィルの定期演奏会で女性指揮者ジョアン・フィレターと共演。
- 2006年 米国パシフィックシンフォニーヨーロッパ公演のソリストとして、ドイツツアーに参加。
  - 名古屋フィルハーモニー交響楽団主催「アジア21世紀オーケストラ」プロジェクト2006コンサートにソリストとして参加。
  - 神奈川フィルハーモニー管弦楽団第230回定期演奏会「アジアの時代」コンサートで二胡のコンチェルト2曲を演奏。
- 2007年 上海音楽学院客員教授に就任。二胡演奏家では上海音楽学院客員教授と、北京中央音楽学院客員教授を兼任する。
- 2008年 台北市立国楽団との共演。5月、ドイツのベルリン・フィルハーモニー管弦楽団室内楽シリーズにソリストとして参加。

音楽祭の出演経歴は、NYカラモール(Caramoor)音楽祭、フィンランド国際現代音楽祭など。
オーケストラとの共演は、ボストン・モダン・オーケストラ、上海カルテット、NYメトロポリタン交響楽団、NYバッファロ－・フィル、香港フィル等。
日本国内では外山雄三、広上淳一、飯守泰次郎、沼尻竜典、下野竜也等の指揮による東響、東フィル、日本フィル、新日フィル、シティ・フィル、名フィル、仙台フィル、神奈川フィル等と共演。 また、ポップス界では松任谷由実、前田憲男、羽田健太郎、渡辺香津美等のアーティストと共演している。

## プロデューサー・企画構成者として
- 2001年 「東京の夏」音楽祭において中国新疆ムカム芸術団を日本に紹介。
- 2005年 中国黄河太鼓（山西省絳州鼓楽芸術団）を日本に紹介し、初来日公演。
  - 東京フィルハーモニー交響楽団主催のサムスンス・ペシャル「シルクロード・チャリティーコンサート」で松任谷由実を招き、オーケストラと共演。
- 2006年 再び中国黄河太鼓（山西省絳州鼓楽芸術団）の日本ツアーをプロデュース。

## メディア出演
中央電視台、NYPBOテレビ（米）、NYFM96.3 WQXR放送、CBSテレビ（米）、CBCテレビ（加）、ドイツラジオ放送（ベルリン）などに出演。
日本国内では、NHKテレビ、フジテレビ「Music Fair」、テレビ朝日「徹子の部屋」「題名のない音楽会」、テレビ東京「タモリの音楽は世界だ」、フジテレビ「僕らの音楽2」、TBSラジオ等に出演。

## ディスコグラフィー

### XUAレコードより
- 賽馬
- 愛の悲しみ
- 思念
- 獨

### DVD
- 風韻
- チャールダーシュ

### BMG　JAPANより
- 胡弓のメロディ
- 胡弓の詩
- 悲歌
- 風韻

他